# ذخیره‌گاه طبیعی یاتونگ
ذخیره‌گاه طبیعی یاتونگ (به انگلیسی: Yathong Nature Reserve) یک منطقهٔ مسکونی در استرالیا است که در نیو ساوت ولز واقع شده‌است.